# Gränslägesbrytare

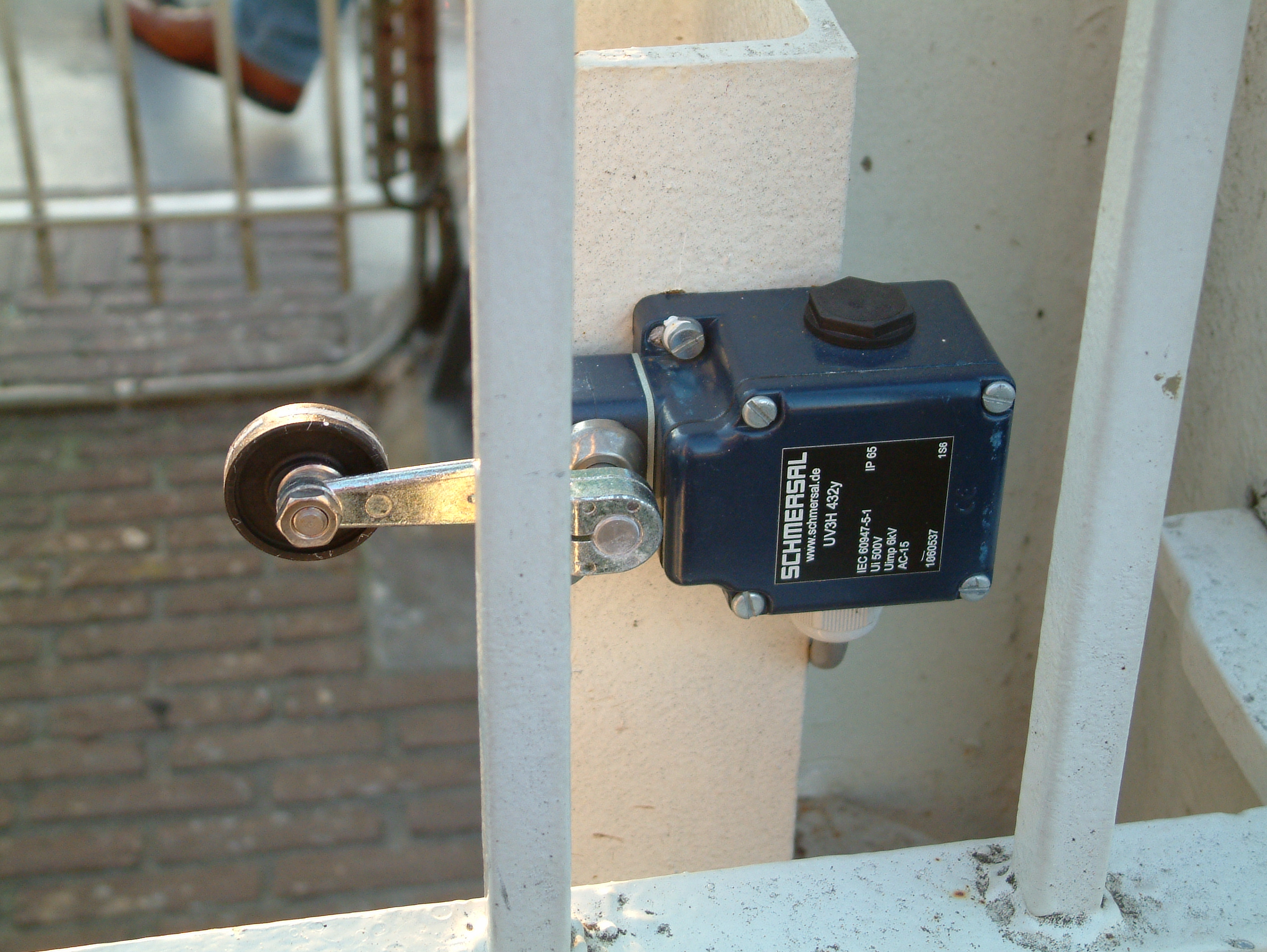
En gränslägesbrytare med valshandtag som är monterad vid en sluss och indikerar slussportens läge till ett kontrollsystem.

En gränslägesbrytare är en typ av mekanisk sensor. Den används när man exempelvis behöver veta när ett rörligt objekt har nått sitt ändläge.
Brytaren omvandlar rörliga maskindelars mekaniska positioner till elektriska signaler.